# Aetideopsis retusa
Aetideopsis retusa är en kräftdjursart som beskrevs av K.R.E. Grice och Hnlsemann 1967. Aetideopsis retusa ingår i släktet Aetideopsis och familjen Aetideidae. Inga underarter finns listade i Catalogue of Life.